# Palacio Municipal de Pasadena
El Palacio Municipal de Pasadena es la sede del ayuntamiento de la ciudad en Pasadena, California.

## Historia
En 1923, el pueblo de Pasadena aprobó emitir bonos por valor de $3.5 millones para el desarrollo de un centro cívico, de la que el Palacio Municipal sería el elemento central. Fue diseñado por el estudio de arquitectura de San Francisco  Bakewell y Brown en estilo Neocolonial español, y completado el 27 de diciembre de 1927 con un coste de 1.3 millones de dólares. Mide 110 metros por 74 metros, tiene 6 pios, 235 habitaciones en 16,000 m² y una cúpula localizado sobre la entrada oeste, de 7.9 metros de alto y 16 de diámetro.  
El 28 de julio de 1980 el Distrito de Centro Cívico, incluyendo el Palacio Municipal fue incluido en el Registro Nacional de Lugares Históricos.
A finales del siglo XX, el edificio no cumplía los códigos de construcción modernos y estudios de arquitectura indicaron que un terremoto fuerte podría destruir parte, provocando algunas muertes. Sus paredes de hormigón tenían profundas grietas, dos de las escaleras de las torres tenían daños considerables y existían daños por el agua de tormentas pasadas sin reparación. 
En julio de 2004 el edificio fue desalojado para ser renovado completamente para adaptarlo a los estándares actuales, su fachada fue restaurada y se construyó un aislamiento antisísmico en sus cimientos. Tales obras fueron dirigidas por el estudio de arquitectura Architectural Resources Group de San Francisco. El personal empezó a volver en abril del 2007 y fue plenamente operativo en julio.

### Cultura popular
El Palacio es una famosa ubicación de rodajes, el patio fue utilizado en 1995 en la película "Un Paseo en las Nubes" para representar una plaza de una ciudad del Valle de Napa, fue una embajada en la serie de televisión Misión Imposible, y una villa en la película de Charles Chaplin El Gran Dictador, el Palacio Municipal de la ciudad ficticia de Pawnee, Indiana, en Parks and Recreation,y en el de la ciudad de Cheyene, Wyoming, en el último episodio de la serie Jericho, . Asimismo la cúpula es visible a través de la ventana del apartamento de Leonard y Sheldon en The Big Bang Theory.